# Collégiale Notre-Dame-des-Anges de L'Isle-sur-la-Sorgue
La Collégiale Notre-Dame-des-Anges de L'Isle-sur-la-Sorgue est une ancienne collégiale située à L'Isle-sur-la-Sorgue dans le département de Vaucluse. Elle est la principale église catholique de la ville et également un de ses plus beaux monuments, classée monument historique depuis le 4 avril 1911. Elle a connu de nombreuses modifications mais est surtout réputée pour sa riche décoration intérieure du XVIIe siècle qui rappelle celle des églises italiennes.

## Historique
Nous savons peu de choses de l'édifice roman ayant précédé, qui fut érigé en collégiale le 12 mai 1222 par l'évêque de Cavaillon. Au milieu du XVe siècle, on cherche à l'agrandir en reconstruisant le chœur, mais en 1547 les consuls de l'Isle sont bien obligés de constater que l'édifice menace ruine et font établir divers projets.
Aucun ne verra le jour jusqu'en 1640, où l'écroulement du chœur, mal réparé dix ans auparavant, oblige à sa reconstruction complète à l'identique.
Immédiatement après, un nouveau projet de reconstruction totale de la nef est lancé ; une adjudication a lieu en 1645, sur les plans de l'architecte avignonnais François de Royers de la Valfenière. Restée infructueuse, l'adjudication est reprise en 1647, les travaux débutent enfin et durent au moins jusqu'en 1668 ; à cette date, l'édifice est achevé, mais reste couvert d'une voûte de bois. Ce n'est qu'en 1670 que la générosité d'un membre du chapitre, le prévôt de Casal, permit de la remplacer par une voûte de pierre.
La nouvelle église, placée sous le titre de Notre-Dame des Anges et le patronage de l'Assomption, est enfin consacrée le 29 mai 1672.
Le gros-œuvre achevé, des travaux considérables d'embellissement eurent lieu jusqu'au début du XVIIIe siècle, et l'église s'enrichit même encore sous la Révolution, recevant les dépouilles - boiseries, tableaux et statues - de couvents de l'Isle supprimés en 1791.
Le bâtiment est classé au titre des monuments historiques depuis le 4 avril 1911.

## Architecture
Le plan de l'édifice est très simple : une vaste nef unique de six travées, flanquée de chaque côté de chapelles latérales non communicantes placées entre les contreforts, et greffée sur un chœur bien plus étroit - mais cette disparité s'explique par la différence d'époque entre ces deux parties.
La façade est scandée de deux niveaux de pilastres et colonnes engagées, séparés par un entablement très saillant. L'ensemble, dans sa superposition dorique - ionique, est riche mais austère. L'axe central, où s'ouvre la porte principale dans un arc en plein cintre, est marqué par le ressaut des colonnes et un fronton triangulaire sommital limité à la travée centrale. Une balustrade encadrée de bases sommées de boules couronne la façade et donne à l'ensemble un aspect extrêmement romain.
L'ordonnance intérieure est rythmée de grandes arcades en plein cintre, où s’ouvrent les chapelles latérales surmontées de tribunes elles-mêmes couvertes d'arcades identiques. De hauts pilastres séparent les travées, mais curieusement ils ne portent aucun entablement, recevant directement la retombée des arcs doubleaux des voûtes. L'horizontale se trouve ainsi marquée simplement par l'alignement des balustrades des tribunes.
Le voûtement sur croisée d'ogives renforce ainsi les similitudes entre Notre-Dame des Anges et l'église de l'ancien collège des Jésuites de La Flêche (Sarthe), conçue par Etienne Martellange dont on sait que l'œuvre a marqué La Valfenière.

## Intérieur
Le visiteur est frappé d'entrée par la luxuriance du décor de la nef.

### Le chœur
Le chœur ouvre sur la nef par un arc triomphal en plein cintre et comprend une travée et une abside à sept pans. Toute l'abside est occupée par un grandiose retable et une boiserie semi-circulaire du XVIIe siècle entièrement dorés et richement sculptés. Le retable est composé de deux colonnes torses et cannelées encadrant un tableau de Reynaud Levieux représentant l'Assomption de la Vierge, peint à Rome en 1680. Ces colonnes supportent une arcature finement sculptée sur laquelle reposent deux anges. L’arcature est elle-même surmontée d'un fronton triangulaire en retrait, supportant deux autres anges encadrant une statue de la Vierge.
La boiserie semi-circulaire comporte, de chaque côté du retable, deux compartiments délimités par des colonnes engagées sur doubles stylobates. Chaque compartiment est creusé d'une niche abritant une statue. On reconnaît de gauche à droite : Saint Laurent avec un grill, saint Pierre avec les clés du royaume des cieux, saint Pancrace et saint Paul avec le glaive instrument de son martyre. L'ensemble - retable et boiseries - a été offert par le prévôt de Casal. Le prix-fait de cet ouvrage n'est pas connu ; cependant, étant donné qu'un ensemble relativement similaire et à peu près contemporain se trouve dans le chœur de la basilique Saint-Pierre d'Avignon, François Souchal estime qu'il s'agit du même concepteur à savoir l'architecte François de Royers de la Valfenière.
Le maître-autel, de style rocaille, est en marbre polychrome. Le tabernacle est surmonté d'un baldaquin à colonnes. À chaque extrémité de l'autel un ange en marbre de Carrare est agenouillé.

### Les statues allégoriques
Outre les peintures en faux marbre des pilastres et arcs, on remarque surtout la longue série de personnages féminins assis ou allongés dans les écoinçons des arcades des chapelles latérales, qui sont toutes des allégories des Vertus de la Vierge, identifiables par les objets ou instruments qui les accompagnent. Cette mode est incontestablement venue de Rome et contribue puissamment à l'aspect italien de l'édifice. Ici, ce décor dû au ciseau du sculpteur avignonnais Jean Péru a été mis en place à partir de 1688. Ces allégories avaient été codifiées par Cesare Ripa dans un célèbre traité d'iconologie, traduit en français par Jean Baudouin dès le début du XVIIe siècle. Ainsi côté nord et en partant du chœur on observe les figures suivantes :
- 1er arc : a- Elle presse son sein d'une main et tend une coupe de l'autre : c'est la Charité. b- Elle tient une ancre : c'est l'Espérance.
- 2e arc : c- La Justice : elle tient une balance et les faisceaux de licteur sont les attributs de la Justice. d- La Prudence : elle tient un miroir à la main et un serpent s'enroule autour de son autre bras.
- 3e arc : e- La Paix ou la constance : elle tient un livre en forme de rouleau (certains estiment qu'il s'agit plus probablement d'un fût de colonne[4]). f- La Tempérance : elle tient sur ses genoux un mors de cheval qui permet de freiner la fougue de l'animal et dans la main droite une paire de lunettes, invitation à mieux observer avant d'agir.
- 4e arc : g- L'Autorité : elle tient deux clés et s'appuie sur deux livres ouverts. h- La Religion : elle tient à la main un calice, attribut de la Foi ou de la religion.
- 5e arc : i- La Virginité : elle serre dans ses bras une licorne qui selon la croyance ne pouvait être capturée que grâce à une vierge[5]. j- La Chasteté : elle agite une discipline, instrument de pénitence, et porte un crible sur lequel se perche une tourterelle.
- 6e arc : k- La Foi chrétienne : elle tient une croix et un livre. L'autre écoinçon n'est pas décoré d'une figure allégorique des vertus, mais d'un simple angelot.

Vertus du collatéral nord
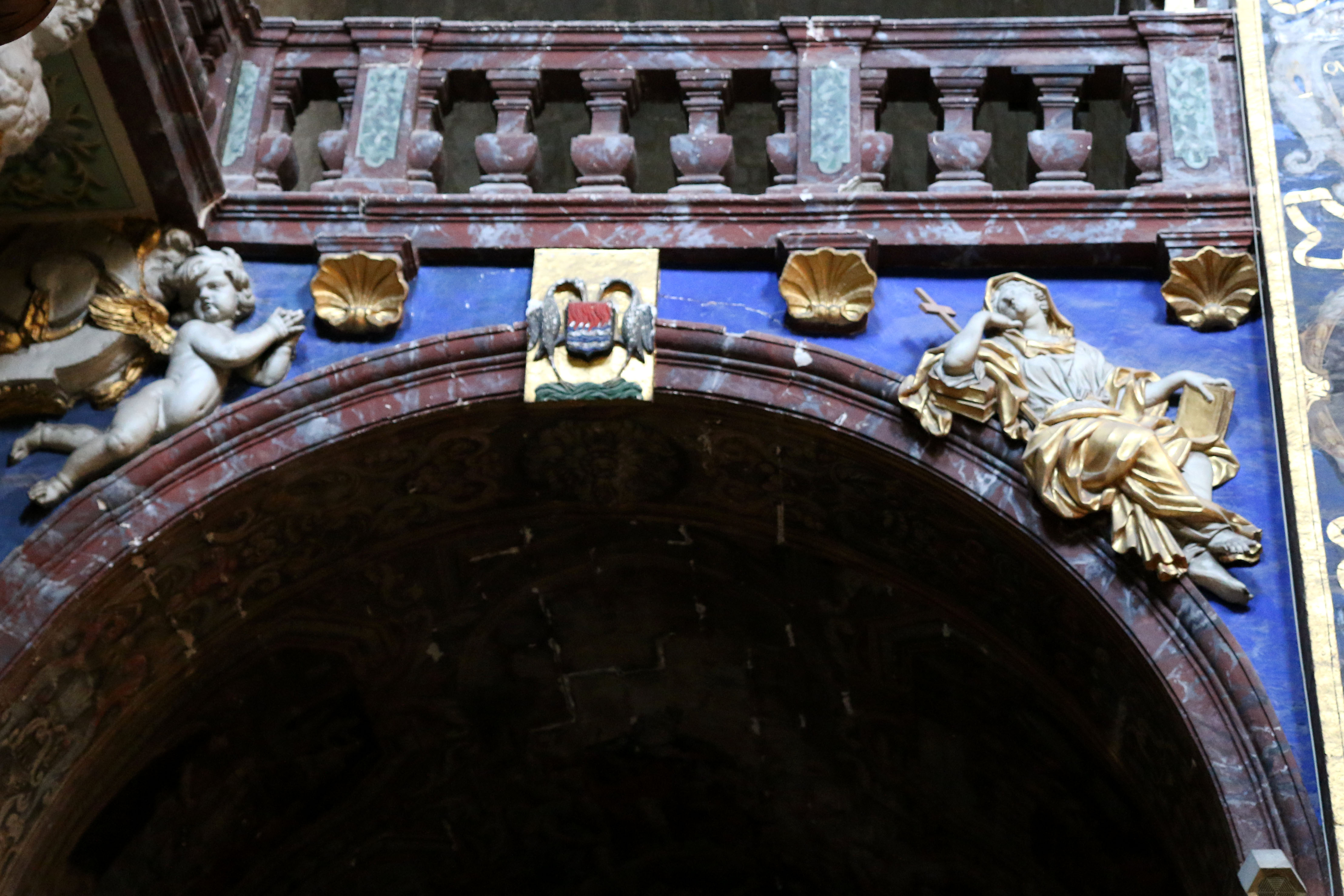
Foi chrétienne
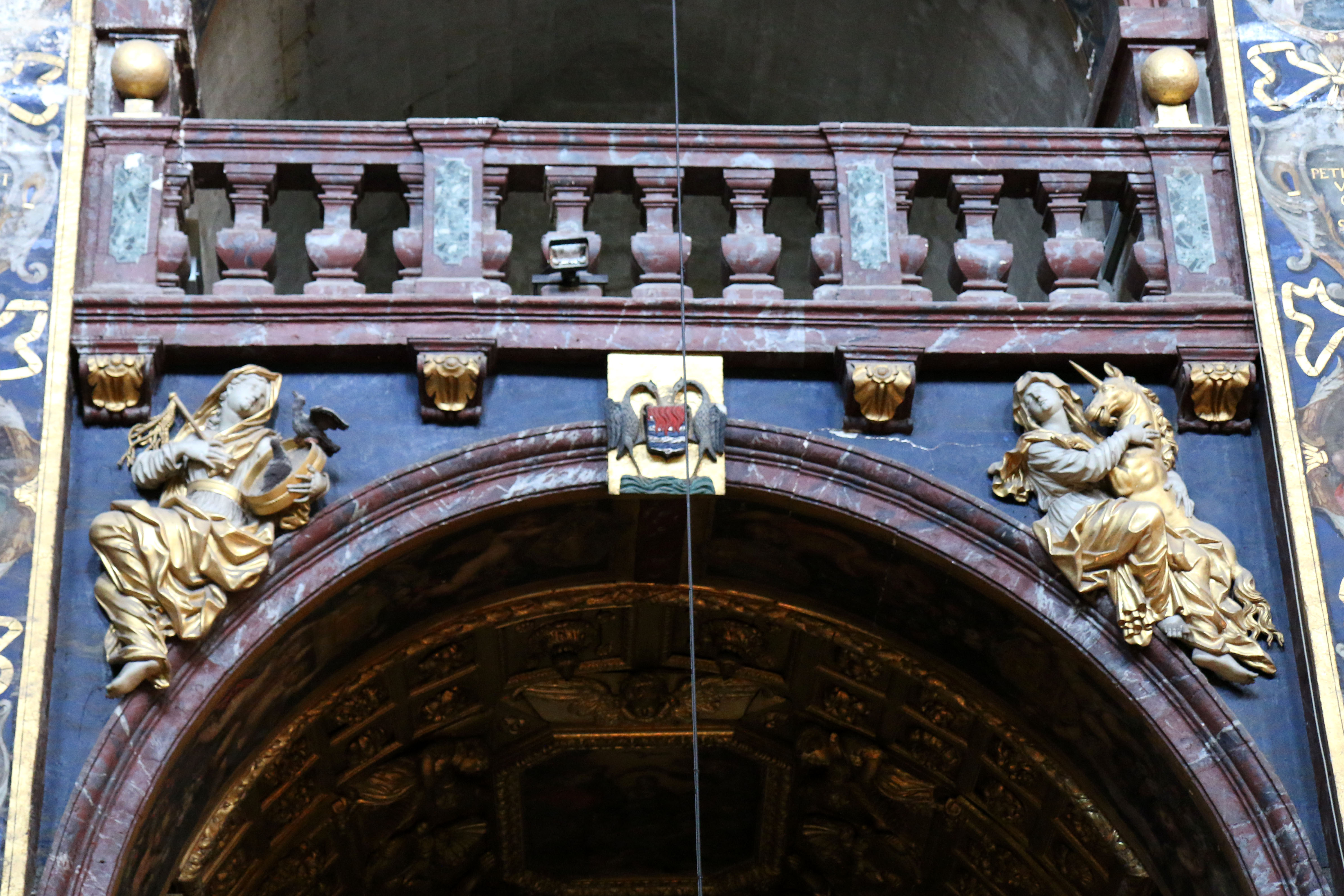
Virginité et chasteté
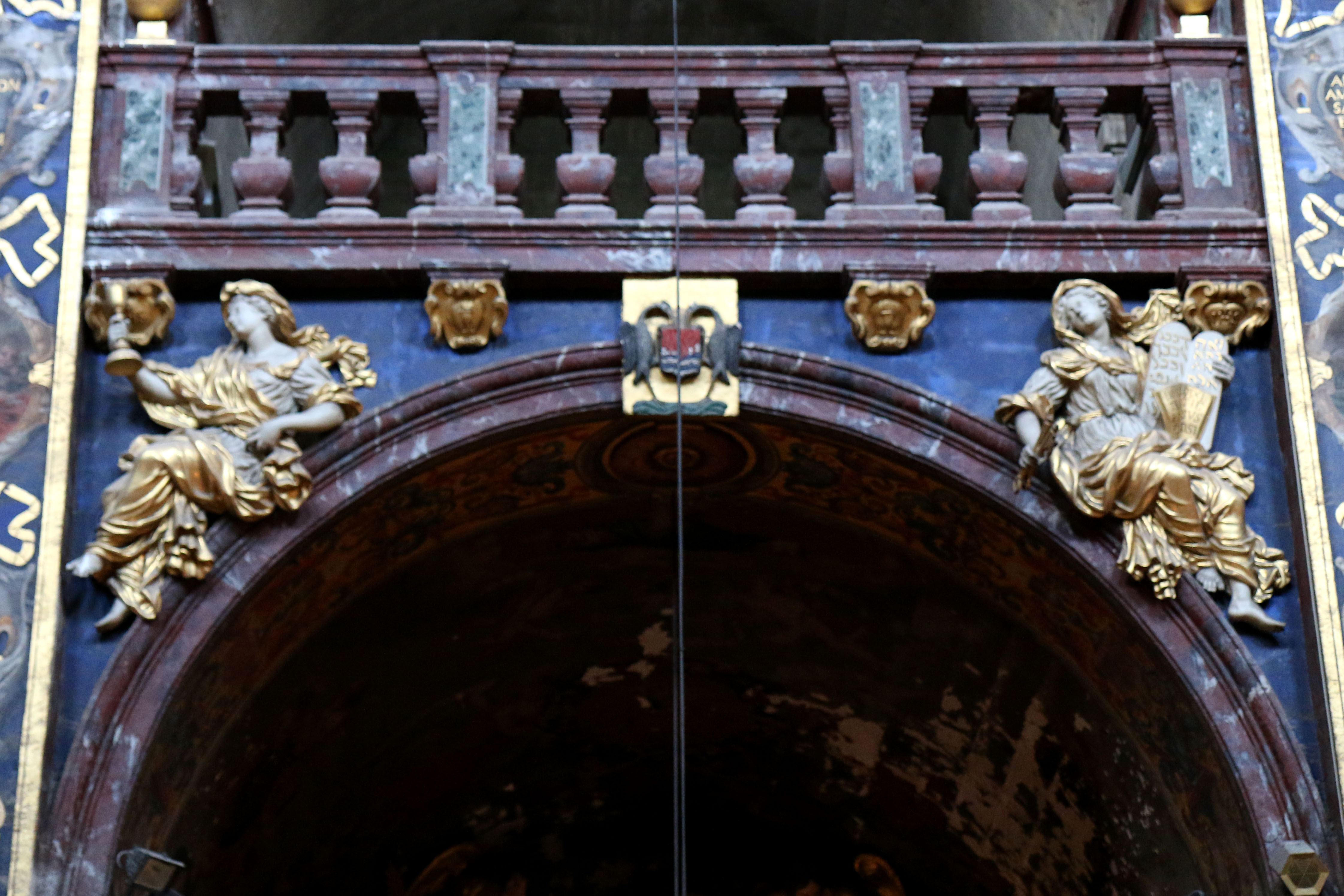
Autorité et religion
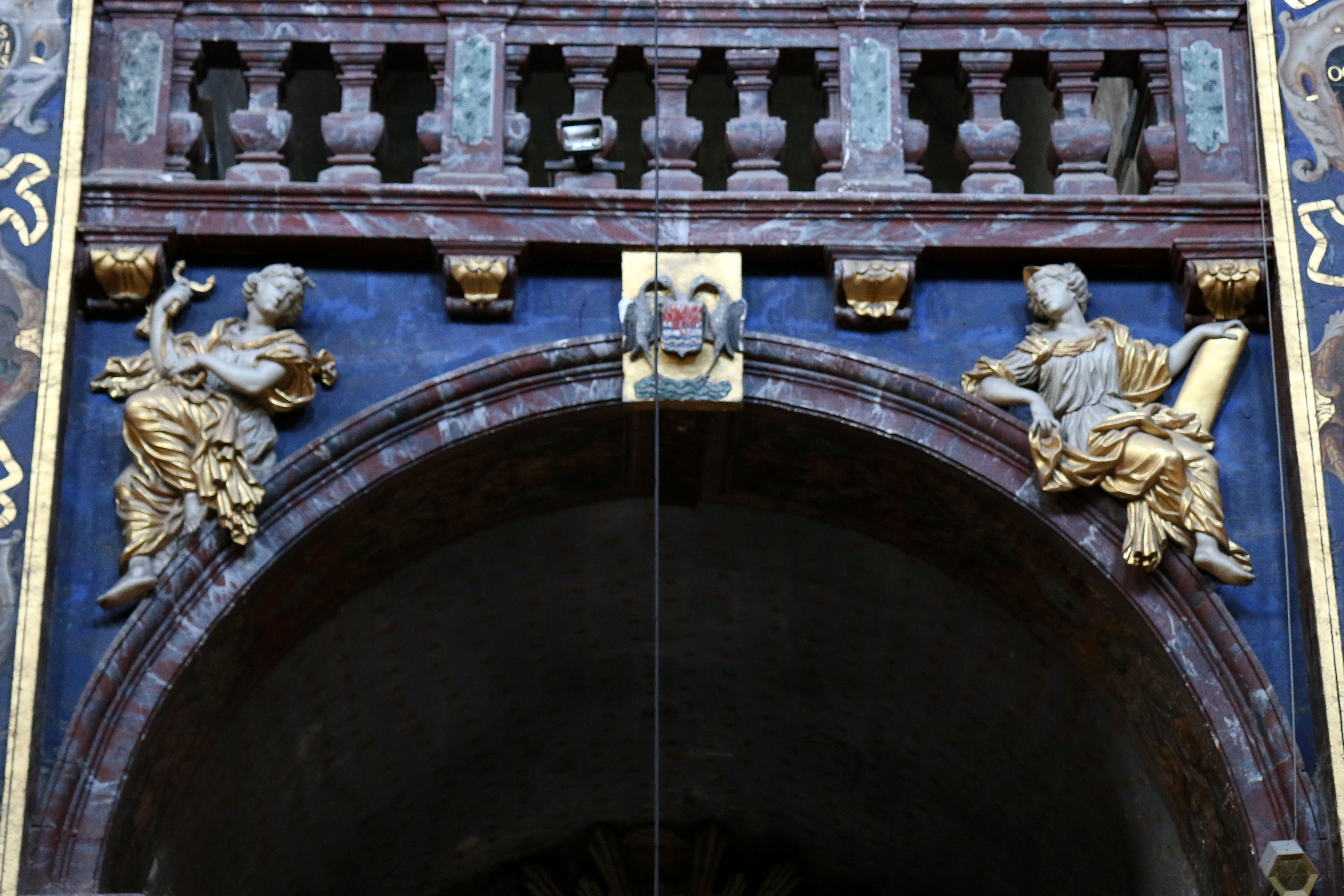
Paix et tempérance
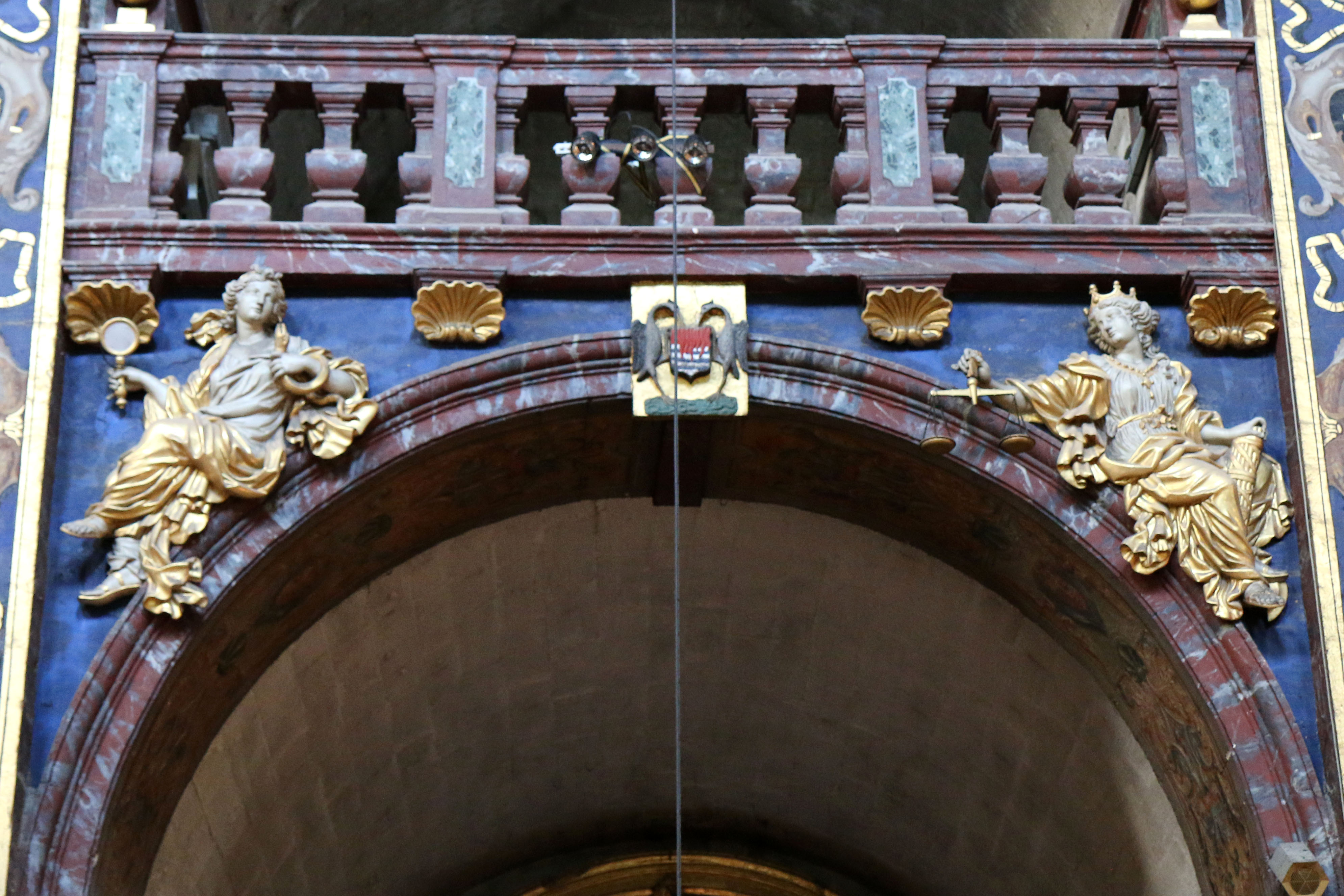
Justice et prudence
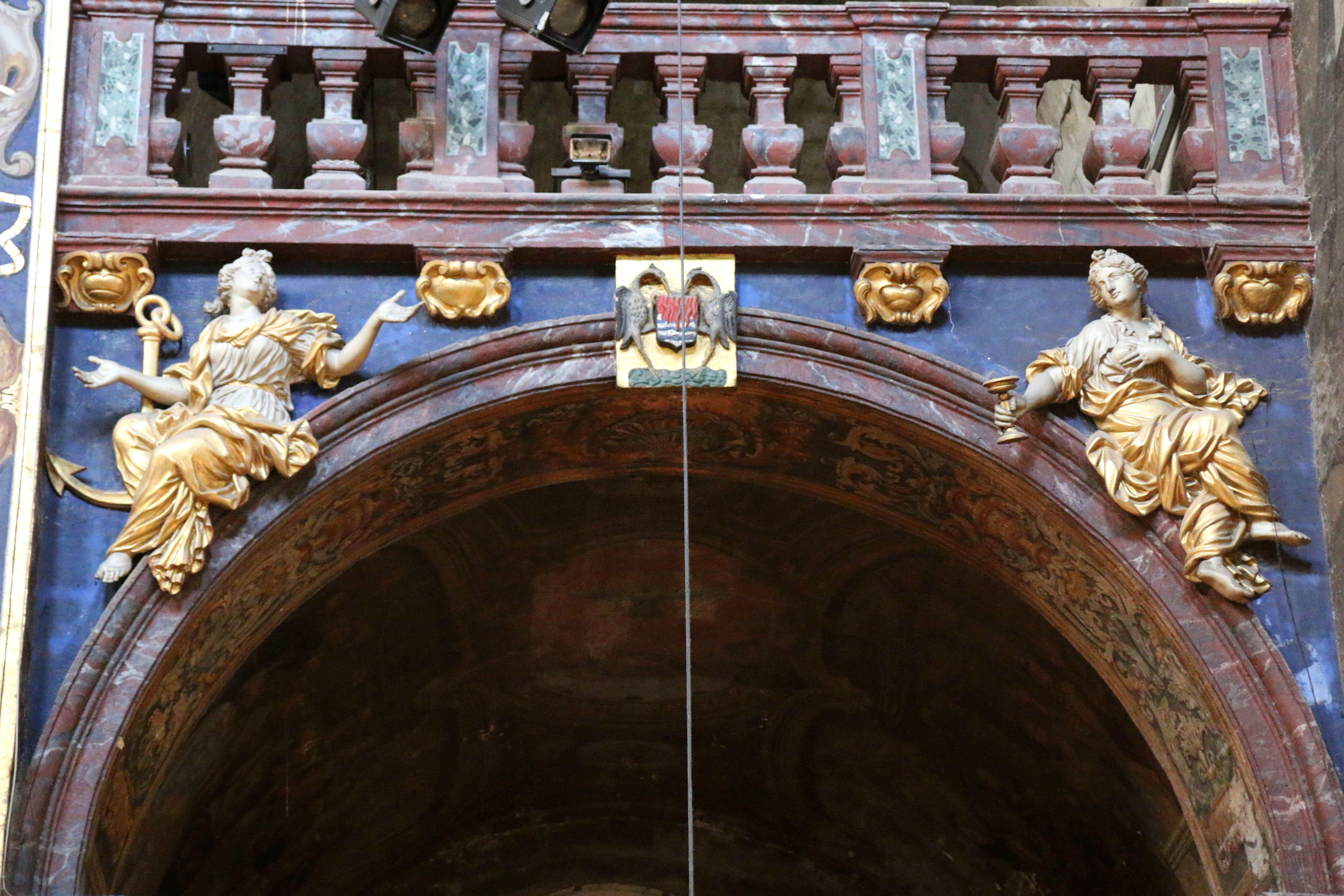
Charité et espérance

De même, côté sud et en partant également du chœur on observe les figures suivantes :
- 1er arc : v- La Sapience divine : la vertu, tête casquée, poitrine nue, tient de la main droite un bouclier et de la gauche le Livre de Sapience avec les sept sceaux surmonté de l'agneau ; ce livre fermé signifie que les jugements de la Sapience sont cachés aux hommes. u- L'Amour divin : elle porte une couronne et un sceptre avec sur sa poitrine un soleil rayonnant.
- 2e arc : t- La Justice divine : ses pieds reposant sur un globe terrestre, elle tient de la main droite une épée et de la gauche une pomme, le fruit défendu, symbole du pêché. s- La Perfection : une femme aux traits calmes et sévères se penche sur un cercle, le compas à la main.
- 3e arc : r- La Libéralité : elle tient une croix et une corne d'abondance. q- La Miséricorde : elle tient une palme et derrière elle se tient un oiseau.
- 4e arc : p- La Bonté : elle foule aux pieds un diadème. o- La Bénignité : Une flamme éclaire son front pour exprimer son ardeur à faire le bien, elle tient dans la main droite une bourse pleine pour indiquer la distribution des largesses et touche de la main gauche la tête d'un éléphant, animal qui sert de guide dans la brousse.
- 5e arc : n- La Patience : elle a les mains liées par un carcan, les pieds enchaînés et jette un regard éploré vers le ciel. m- L'Innocence : elle couronne un agneau.
- 6e arc : l- L'Humilité ou la modestie : Elle a les mains jointes et les yeux baissés

Vertus du collatéral sud
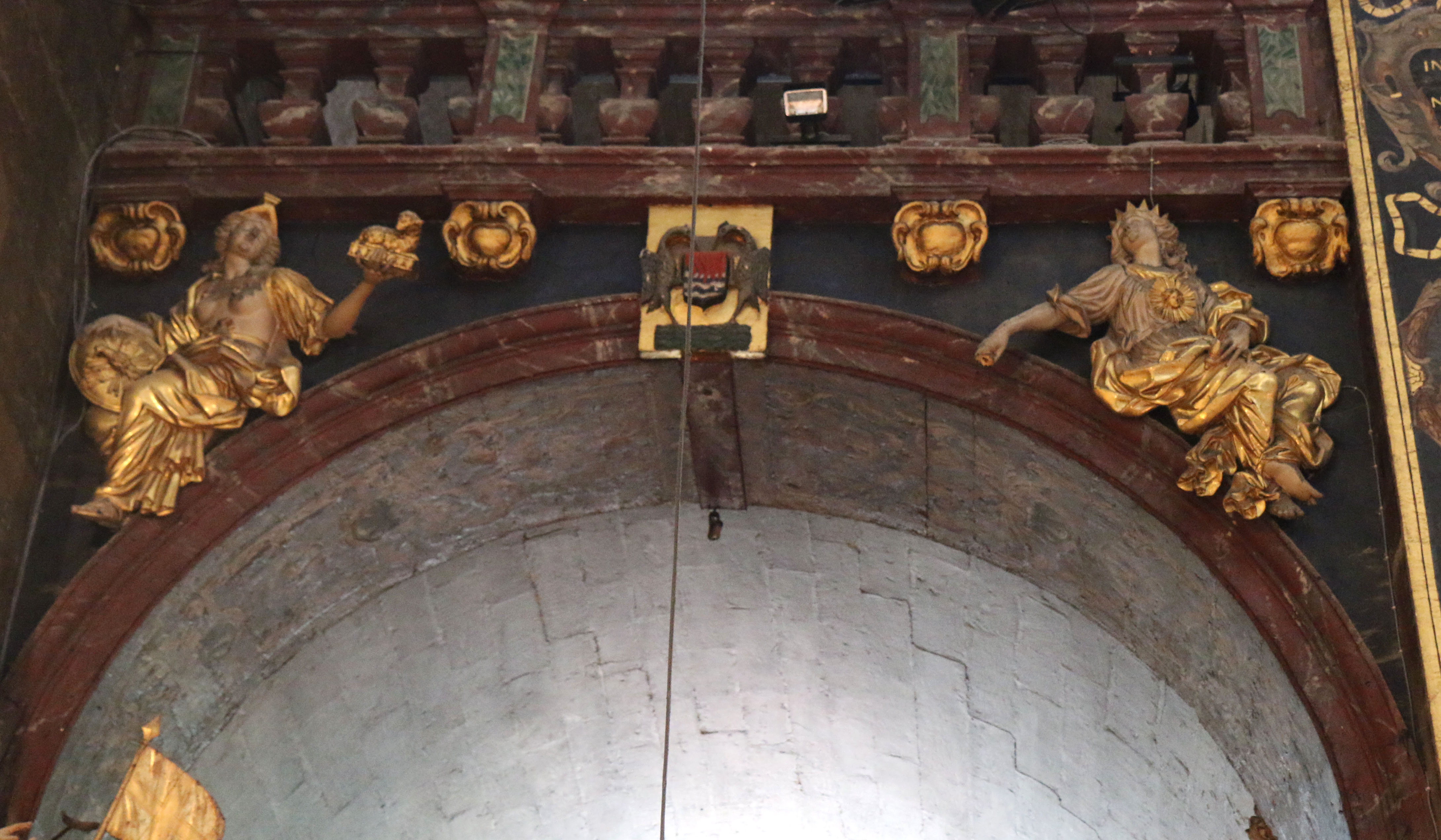
Sapience et Amour divin
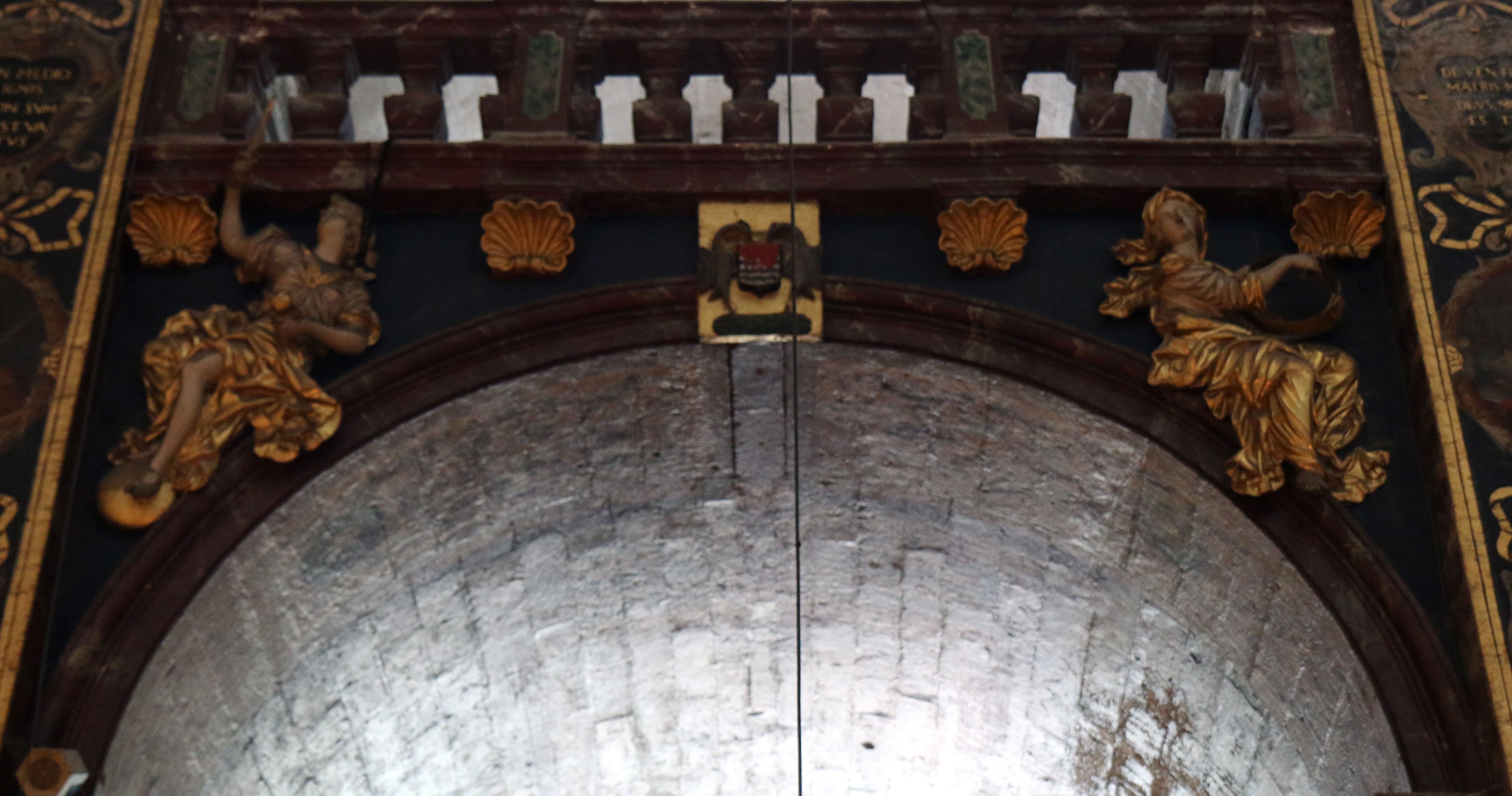
Force et perfection
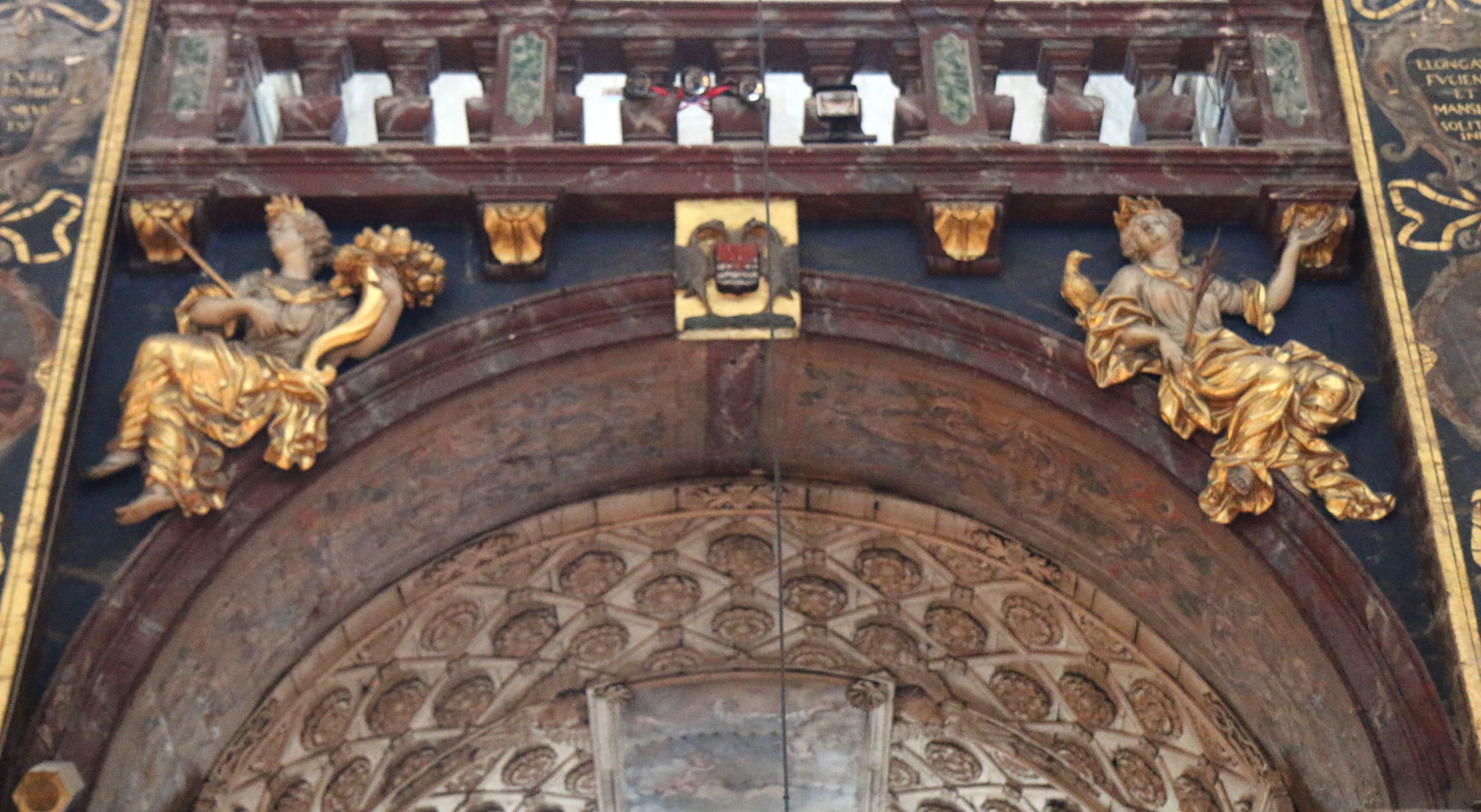
Libéralité et Miséricorde
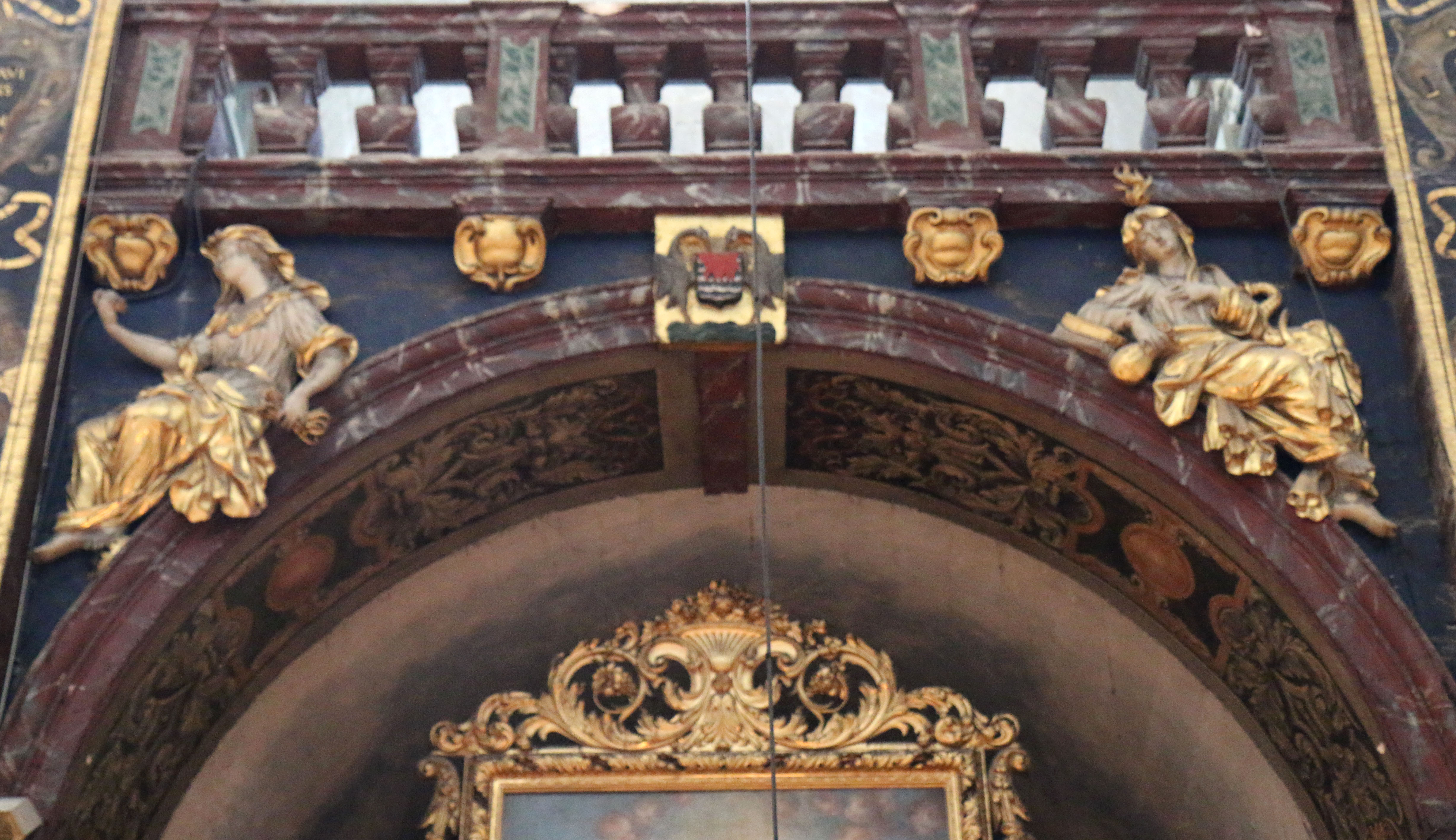
Bonté et Bénignité
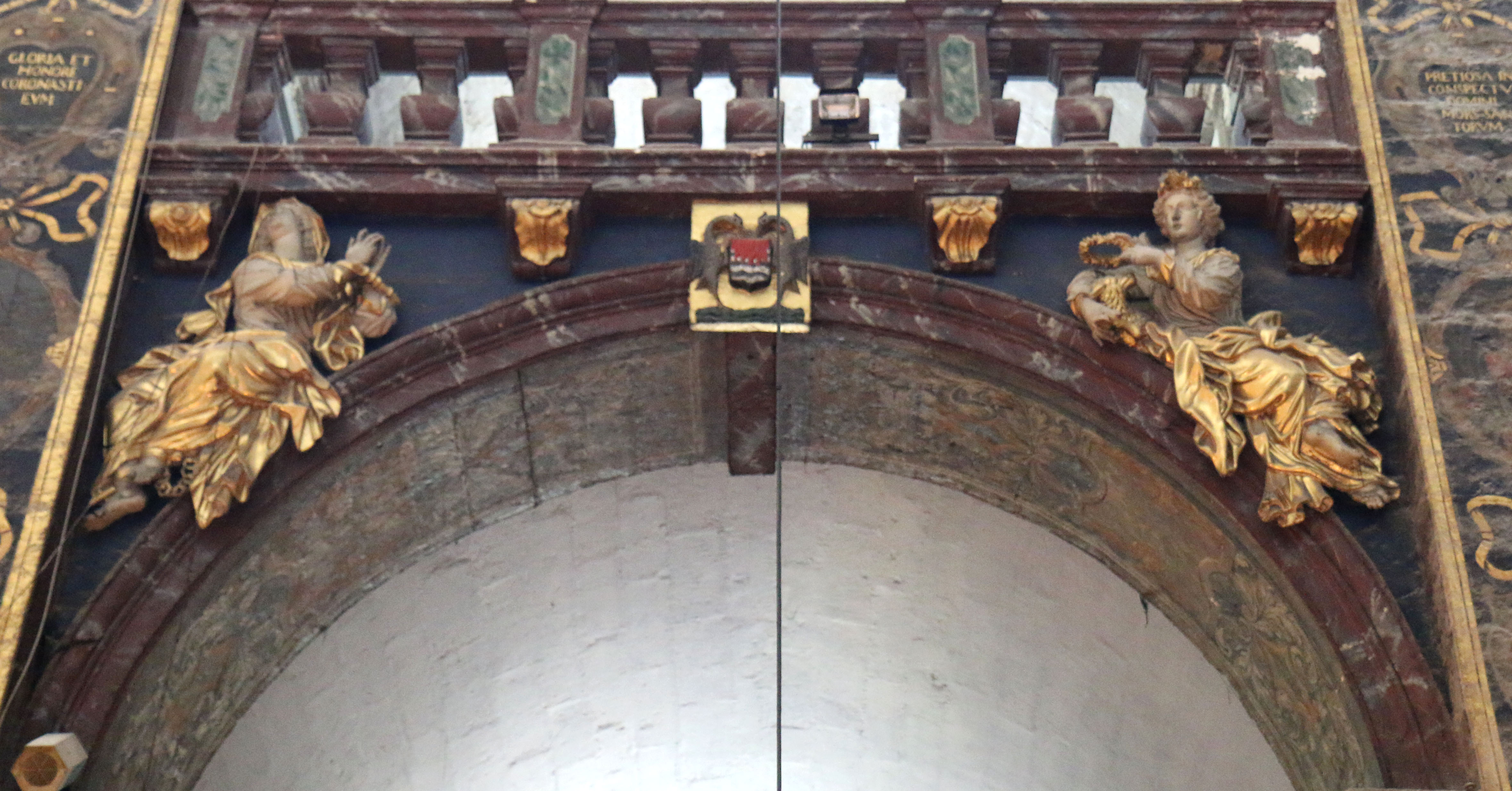
Patience et Innocence
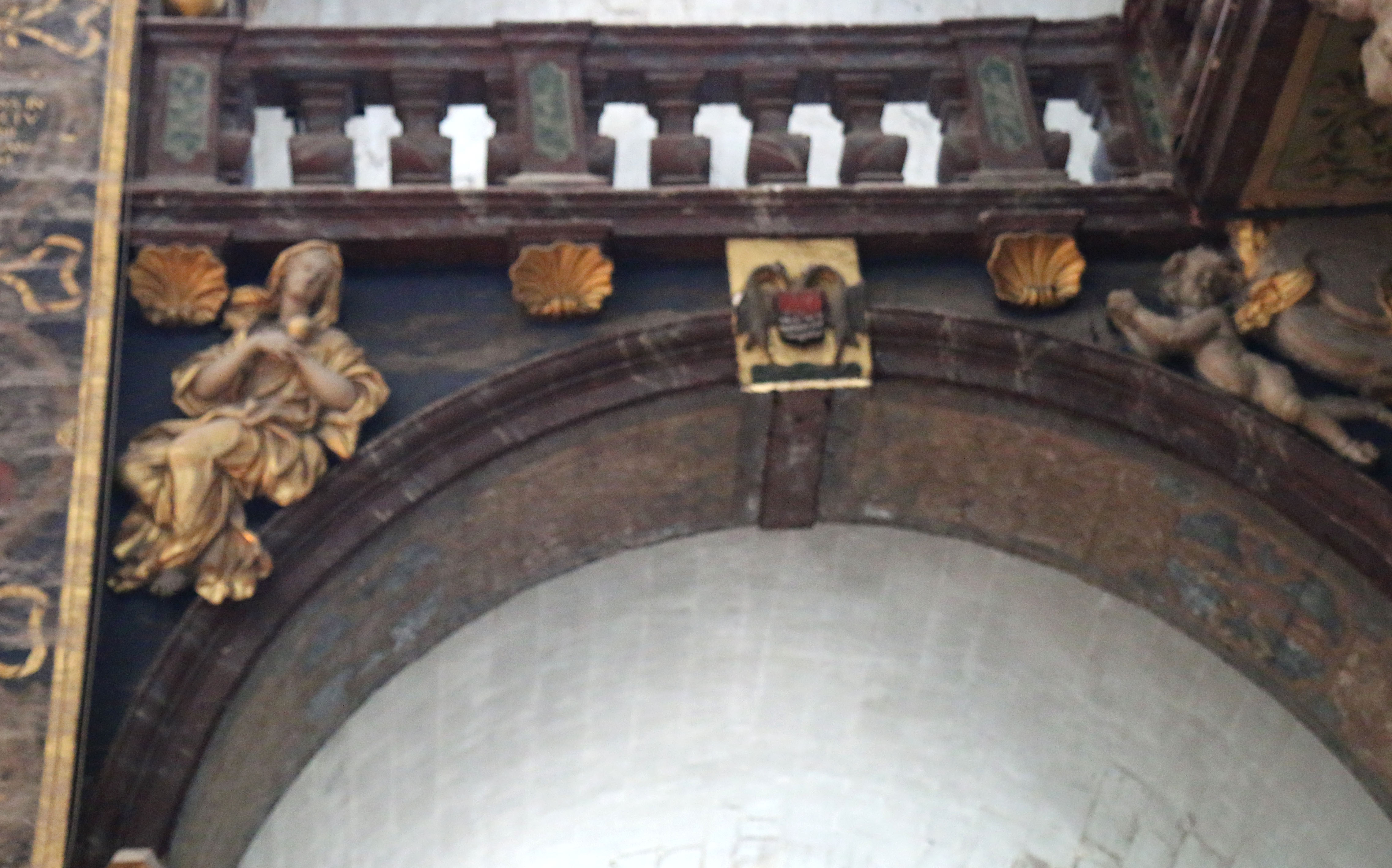
Humilité

Le chœur s'orne de boiseries formant un immense retable, dont on a maintes fois signalé les similitudes avec celui de l'église Saint-Pierre d'Avignon. De part et d'autre du grand tableau central de l'Assomption, peint à Rome en 1680 par Reynaud Levieux, on trouve des statues de saint Pierre portant les clefs, saint Laurent et son gril, saint Paul et son épée, ainsi que saint Pancrace.

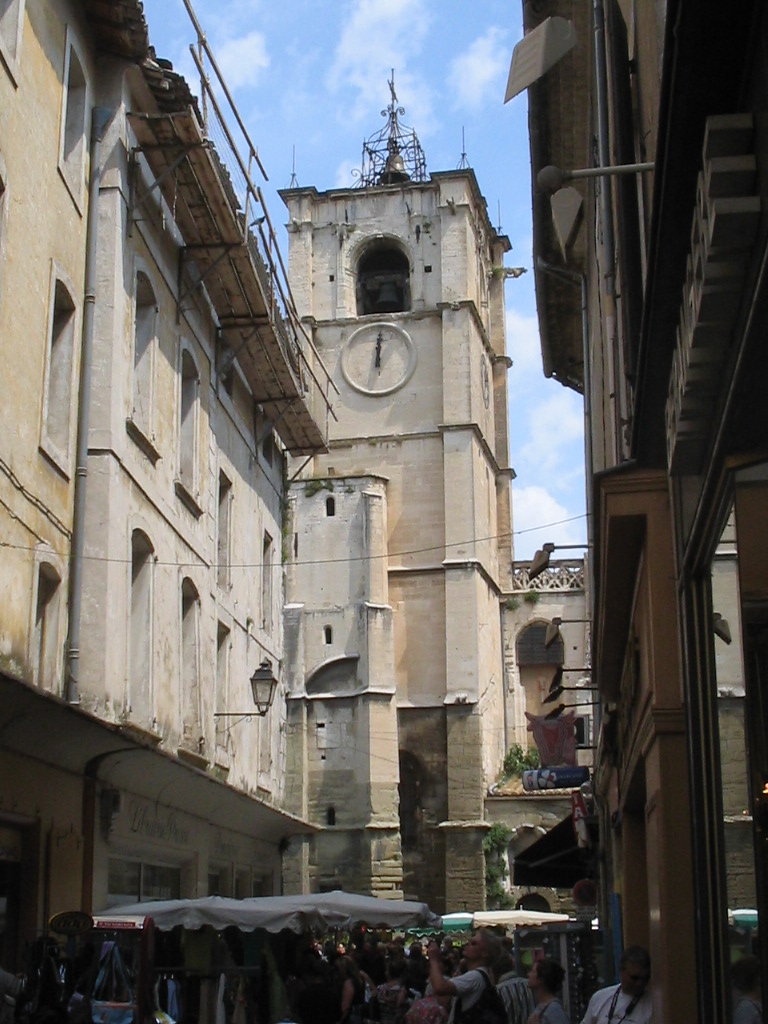
L'église de L'Isle-sur-la-Sorgue.

### Les chapelles latérales
Les chapelles latérales sont toutes ornées de riches boiseries et décorées d'œuvres d'art diverses. Du côté nord et en partant du chœur on rencontre les chapelles suivantes :
- 1re chapelle du Saint-Esprit : le retable a été sculpté en 1664 par Benoît Gilibert, menuisier au Thor ; en son centre une copie exécutée par Vial en 1711 d'un tableau de Lebrun représentant La Descente du Saint Esprit sur les apôtres (la Pentecôte). Sur les parois latérales décorées de boiseries dorées figurant des pilastres, des cornes d'abondance et des guirlandes, se trouvent quatre médaillons de qualité médiocre[6] représentant des sujets empruntés à la vie de Jésus-Christ : à gauche saint Pierre reçoit les clefs et Jésus lave les pieds de Pierre ; à droite saint Thomas met la main dans la plaie de Jésus et les disciples d'Emmaüs assistent à la fraction du pain.
- 2e chapelle de la chaire ou de la congrégation des filles : le retable vient de la chapelle du couvent des Ursulines. Dans cette chapelle classée monument historique[7] se trouvent trois tableaux de maîtres : Au centre du retable la Présentation de Jésus au temple, œuvre parisienne de Nicolas Mignard (1665), à droite Présentation de la Vierge au Temple abusivement attribué à Simon Vouët, à gauche la Nativité du Christ de Pierre Parrocel (1707).
- 3e chapelle de Sainte-Madeleine : L'autel est sculpté par Antoine de Sarrians. Au-dessus de l'autel un tableau de Pierre Parrocel datant de 1707 représente le Christ apparaissant à Madeleine ou Noli me tangere. À droite une statue couchée de l'illustre pécheresse la représente tenant dans sa main gauche un crâne qu'elle appuie sur sa jambe ; au-dessus un tableau de Philippe Sauvan représente L'Apothéose de sainte Élisabeth de Hongrie et de saint François d'Assise. À gauche un bas relief en stuc représente la résurrection de Lazare, frère de Marie Madeleine ; au-dessus un tableau représentant Saint François Xavier prêchant aux indiens par un auteur inconnu.
- 4e chapelle du Corpus Christi, l'une des plus richement décorées. Devant l'entrée, deux grandes statues de pierre représentent à gauche saint Jacques le Mineur appuyé sur son bâton et à droite saint Jean l'Évangéliste, la tête renversée en arrière pour écouter la parole divine qu'il s’apprête à transcrire dans son livre. Le retable est de Mathieu Trentoul (1672). Le tableau de l'autel représentant L'ascension avec les quatre docteurs de l'Église latine a été peint par Pierre II Mignard à Avignon en 1675. Les lambris latéraux sont l'œuvre de Jean Péru (1688). Les six tableaux des côtés sont abusivement attribués à Nicolas Mignard avec à droite *L'Annonciation, *La Circoncision et La Visitation, et à gauche *Le Songe de saint Joseph, La Fuite en Égypte et l'Adoration des Mages. En réalité, trois d'entre eux (*) ont été reconnus comme l'œuvre d'un peintre genevois, Henri Guigues, datée de 1525[8], et les autres n'ont pas de lien avec Mignard, étant précisé que la "Fuite en Égypte" s'inspire d'un tableau de Nicolas Poussin récemment passé au Musée de Lyon. Sur la porte du tabernacle en bois doré est sculpté un agneau de Dieu, symbole du Christ, couché sur une croix à laquelle sont accrochés sept sceaux.
- 5e chapelle de la Vierge mourante : elle est entièrement revêtue de boiseries sculptées par Esprit Grangier et dorées par Jean Gleize. Au centre du plafond à caissons se trouve une représentation du couronnement de la Vierge. Le tableau du retable par Pierre II Mignard représente  L’Annonciation (1709). Sur le panneau latéral droit se trouve un gisant représentant la Vierge sur son lit de mort avec de part et d'autre deux statues dorées : à gauche sainte Marguerite tenant une croix et chassant le dragon, et à droite un ange sonnant de la trompette. Le panneau latéral gauche est occupé en son centre par l'Assomption de la Vierge en bas-relief encadrée à droite par sainte Marthe avec la tarasque, et à gauche un autre ange sonnant de la trompette.
- 6e chapelle de Saint-Roch : l'autel, le retable et les lambris latéraux sont dus à Esprit Grangier (1680). Cette chapelle est décorée de cinq tableaux anonymes décrivant les épisodes de la vie de saint Roch. Une toile représentant le saint en prière orne le retable et les quatre autres sont encastrées dans les boiseries des panneaux latéraux.

De même, côté sud se trouvent les chapelles suivantes :
- 1re chapelle : dédiée à Notre-Dame du Salut. Au-dessus de l'autel se trouve le célèbre tableau de Guillaume-Ernest Grève (1636) commandé à ce peintre pour célébrer la cessation de la peste en 1636 (inscription dédicatoire sur la toile). En haut figure la Vierge entourée d'anges ; en bas les saints patrons de la paroisse : saint Laurent en diacre, saint Roch et sa coquille, et saint Pancrace ; au centre un panorama ancien de la ville de l'Isle avec les remparts et la Sorgue. Sur l'autel se trouve une belle statue de Notre-Dame de Sorguette, patronne des pêcheurs. Les boiseries des panneaux latéraux ont été réalisées par Joseph Bernus en 1722 pour le mur de gauche et par Séri en 1809 pour le mur de droite. Quatre tableaux décorent ces boiseries : à gauche Présentation de la Vierge au temple et Saint Césaire d'Arles, patron de la ville de l'Isle ; à droite La mort de saint Joseph et Sainte Fauste, vierge martyre reconnaissable à la plume de corbeau tenue par l'ange situé au-dessus d'elle[9].
- 2e chapelle du crucifix, autrefois chapelle de saint Jean-Baptiste : derrière l'autel se trouvait un tableau de saint Jean-Baptiste aujourd'hui disparu et remplacé par un grand crucifix en provenance du couvent des Dames de Sainte Élisabeth, détruit à la Révolution. Cet autel, décoré en son centre par une statue de Notre-Dame de Lourdes, est encadré par deux petites statues : à gauche sainte Anne et à droite saint Jean-Baptiste. Les boiseries latérales sont de Gilibert avec deux tableaux de Champville : à droite la maison de Zacharie, père de Jean-Baptiste et à gauche Jean-Baptiste prêchant dans le désert.
- 3e chapelle de Saint-Antoine : c'était autrefois celle des cardeurs et des tisseurs de laine. Le retable est de Joseph Reboul avec deux magnifiques colonnes torses. Au centre grand tableau anonyme de saint Antoine avec un cochon à ses pieds et l'archange saint Michel. Elle est également décorée des statues en bois non doré des Quatre évangélistes : à droite saint Matthieu avec l'ange, saint Marc avec le lion ; à gauche saint Jean avec l'aigle et saint Luc avec le taureau.
- 4e chapelle : À cet emplacement se trouvent l'entrée latérale de l'église et l'accueil. Sous l'arcade est accroché un triptyque représentant en son centre L'Assomption de la Vierge par Émile Lafon ; à gauche saint Bonaventure et à droite saint Louis d'Anjou appelé également saint Louis de Toulouse : ces deux derniers tableaux proviennent de l'ancien couvent des cordeliers.
- 5e chapelle du Rosaire : au-dessus de l'autel un grand tableau de Philippe Sauvan représente Saint Dominique recevant le rosaire des mains de la sainte Vierge. À gauche statue en bois doré du XVIIe siècle représentant la Vierge à l'Enfant. À droite tableau représentant saint Honorat, fondateur du monastère de Lérins.
- 6e chapelle des saints Crépin et Crépinien, patrons des cordonniers et bourreliers, qui sont au premier plan du retable figurant La présentation de Jésus au temple, tableau anonyme de la fin du XVIe siècle[10], et une statue de saint Joseph portant l'enfant Jésus en provenance de Munich (XIXe siècle). Six bas-reliefs en bois sur les panneaux latéraux décrivent des scènes du martyre des deux saints.

Au revers de la façade, une immense Assomption en forme de gloire en bois sculpté et doré est attribuée à Jean Péru, et forme le pendant du tableau du maître-autel.
En 1850, on eut l'idée malencontreuse de faire décorer d'une fresque la vaste surface, restée nue, qui entoure l'arc triomphal ; le peintre d'Avignon Joseph Lacroix s'acquitta de cette besogne fort contestée depuis lors.

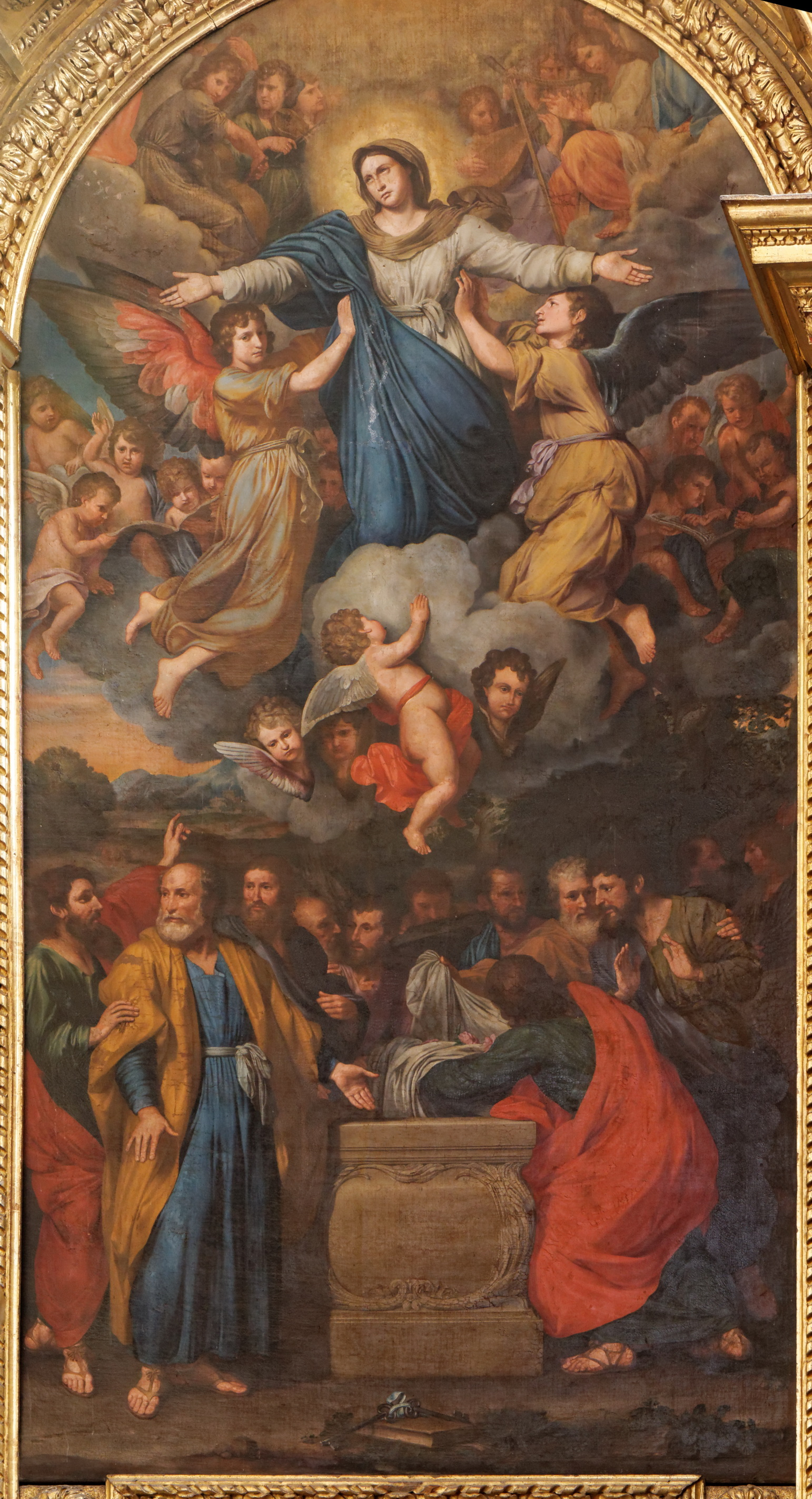
L'Assomption de Reynaud Levieux (Rome, 1680)
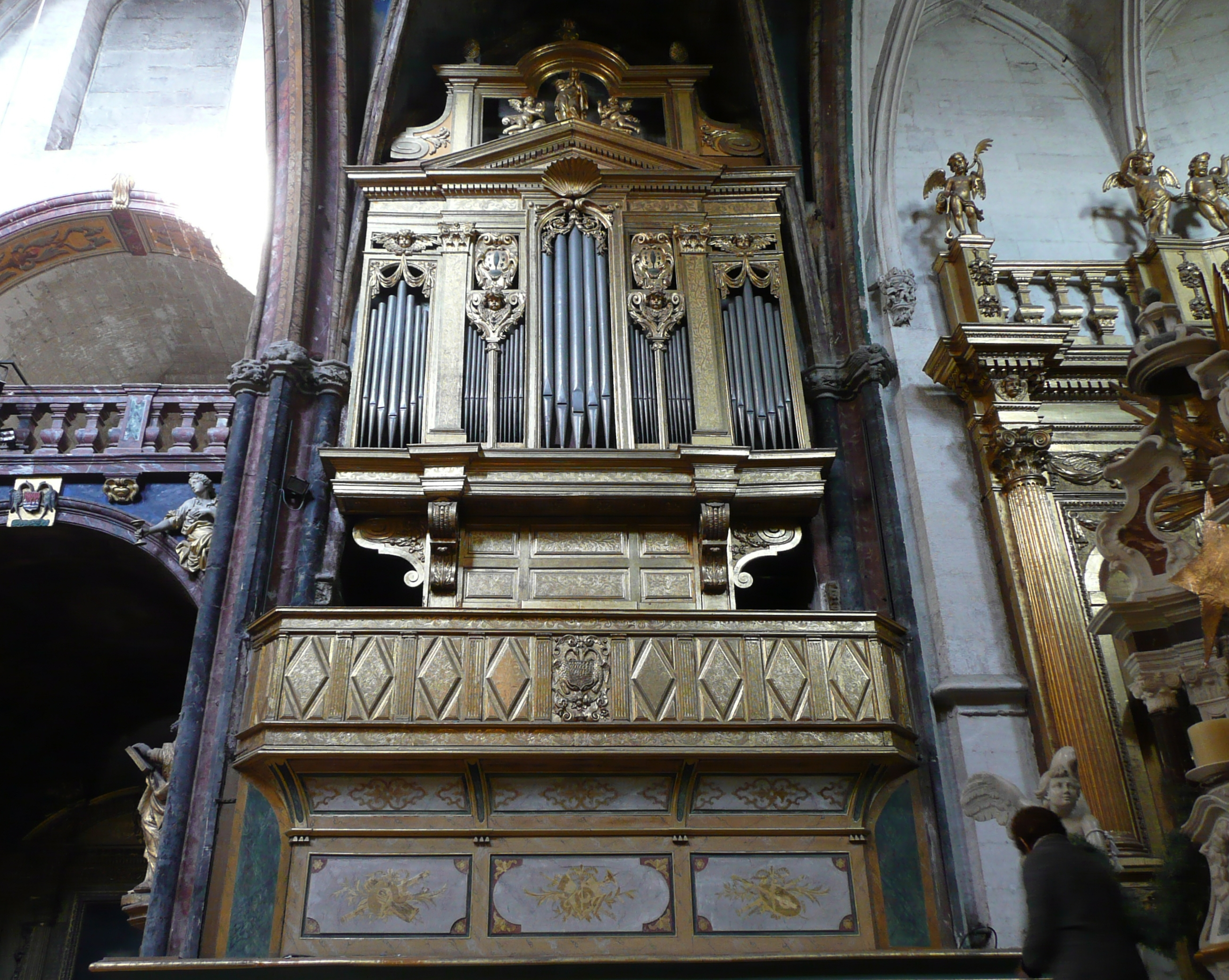
Côté évangile, l'orgue de Charles Royer
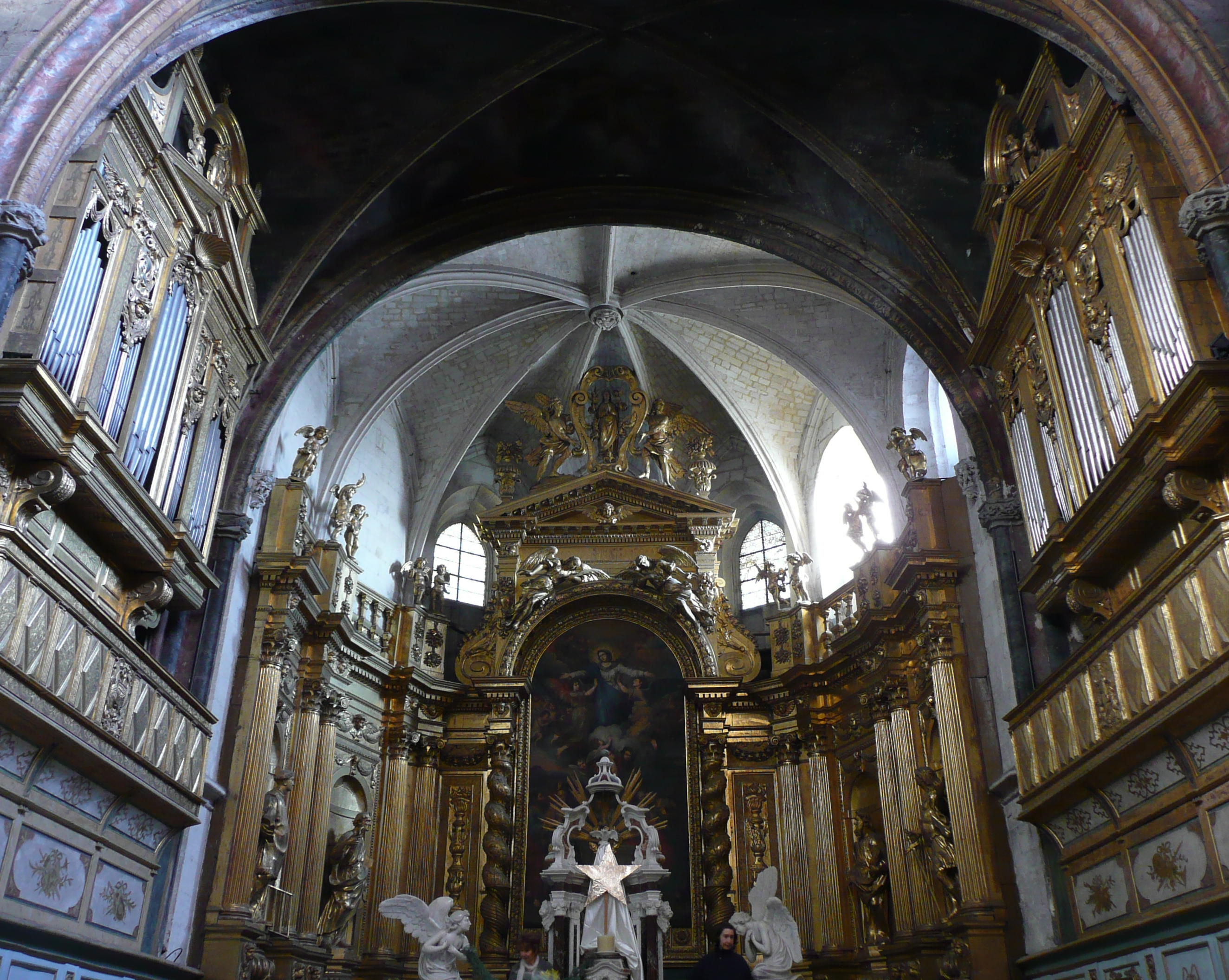
Les 2 orgues de chœur
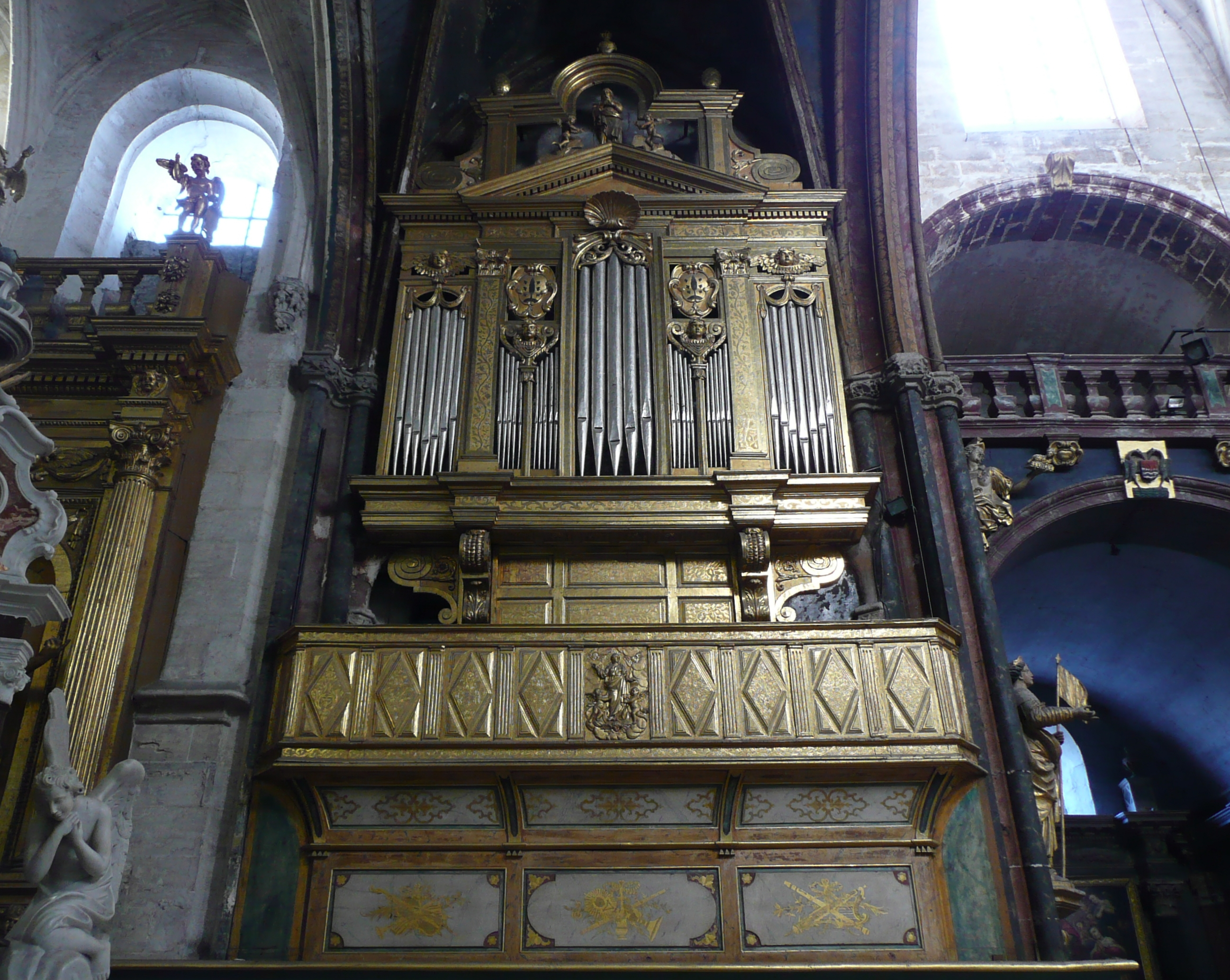
Côté épître, l'orgue postiche
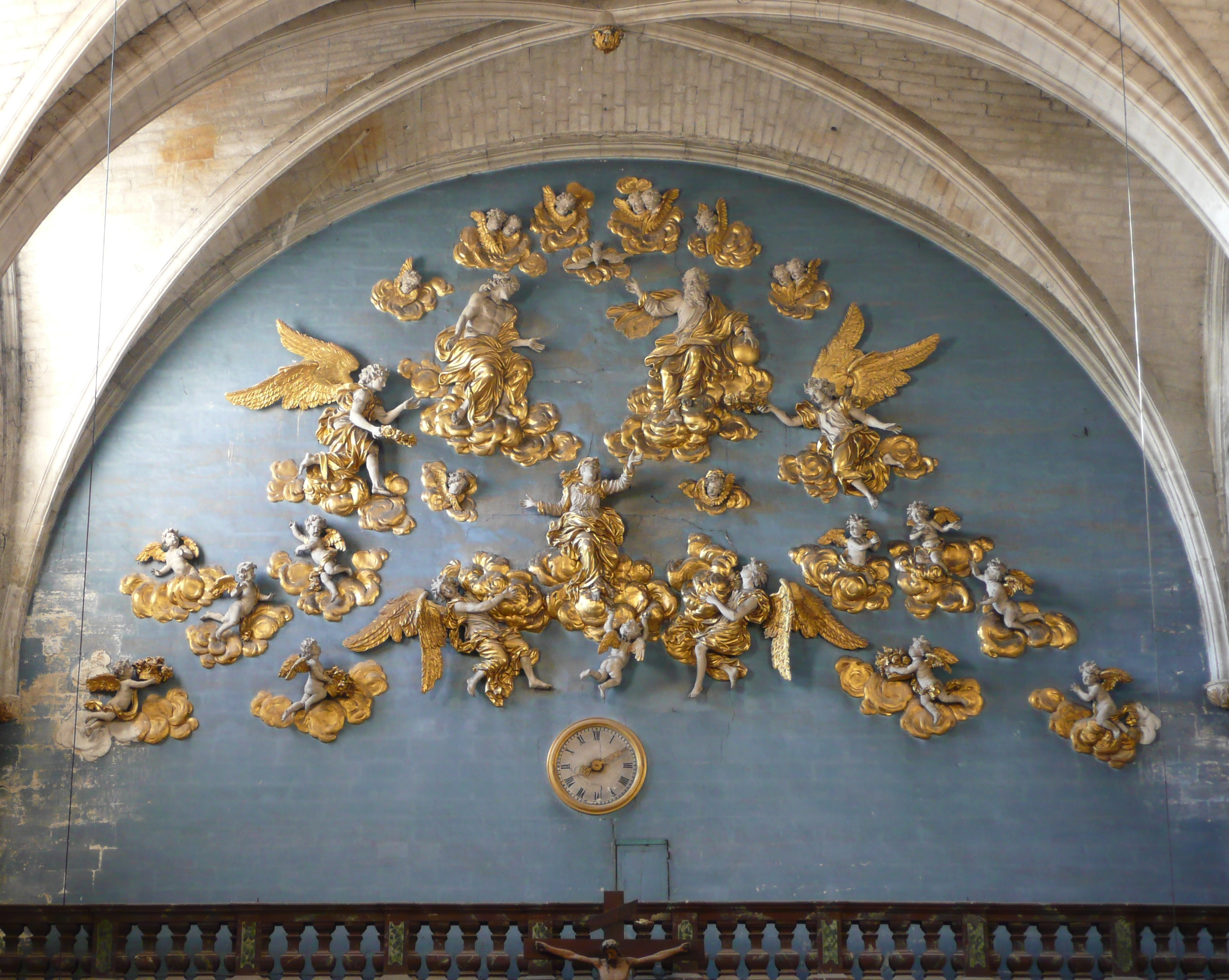
Gloire en bois sculpté et doré attribuée à Jean Péru

### L’Orgue Charles Royer – Mentasti

#### Historique
En 1648, Charles Royer, alors installé à Brignoles, construit un orgue de 12 jeux environ sur un clavier unique.
En 1827, Giovanni Mentasti, auparavant premier ouvrier puis contremaître chez le lombard Lodovico Piantanida, reconstruit la partie instrumentale en réutilisant le matériel de Royer dont la tuyauterie est tout de même complètement modifiée. Il ajoute un demi-clavier de Récit et une Pédale indépendante, celle de Royer ayant été probablement en tirasse permanente.
Des travaux sont mentionnés en 1838 par Ferron et en 1964 par Deluz.
Une restauration est terminée en 1982 par Jean Deloye d’Audelange et Alain Sals pour la réharmonisation, avec comme but le retour à l’orgue de Mentasti.
Buffet  et instrument  sont classés au titre des Monuments Historiques, respectivement le 05-12-1908 et le 10-04-1974, tous deux au titre objet.

#### Description
Le buffet en bois sculpté doit tout à l’influence italienne, historique par l’installation de la papauté dans le Comtat Venaissin : dorure, façade plate constituée uniquement de plates-faces, situation sur le côté gauche du chœur (évangile) avec en pendant sur le côté droit (épître) une façade postiche donc muette.
L’orgue comprend deux claviers, le premier, Grand-Orgue, de 52 notes comprenant 11 jeux, le second, Récit, de 30 notes et 3 jeux, et un pédalier dit : «  à l’italienne », de 13 notes et 2 jeux.
La console est en fenêtre avec les claviers de Mentasti. Le tirage des jeux est bien sûr entièrement mécanique, ainsi que la traction des notes, suspendue avec abrégé et deux sommiers, le tout de Royer, pour le G.O., à bascules et de Mentasti pour le Récit dont le sommier unique est de Mentasti comme celui de la Pédale.
Les caractéristiques sonores sont celles de Mentasti qui a complètement modifié l’alimentation en air (pression) assurée par deux grands soufflets cunéiformes, et la tuyauterie de Royer (tailles, hauteur des bouches).

#### Composition
| I Grand-Orgue                            | II Récit               |
| ---------------------------------------- | ---------------------- |
| 52 notes (Ut1 à Fa5 sans Ut#1 & ré#1)    | 30 notes (Ut3 à Fa5)   |
| Montre 8'                                | Flûte 8’               |
| Prestant 4'                              | Flûte 4’               |
| Flauta in ottava 4’                      | Voix angélique 8'      |
| Quinte 2’2/3                             |                        |
| Doublette 2'                             |                        |
| Quinte 1'1/3                             | PEDALE                 |
| Ottava 1’                                | 13 notes à l’Italienne |
| Cornetto 4 rangs                         |                        |
| Fourniture 2 rangs                       | Contrebasse 16’        |
| Cymbale 2 rangs                          | Bombarde 16’           |
| Trompette 8’ (coupée en basses & dessus) |                        |

Les accessoires sont un Tremblant, deux  tirasses et un accouplement.

### Sources
- Le Guide Vert Michelin : Provence, pages 253 & 254  (ISBN 978-2-06-713909-1)
- Orgues en Provence-Alpes-Côte d'Azur, tome 2, ARCAM chez EDISUD,  (ISBN 2-85744-256-4)
- Abbé Jalat, Monographie de l'église paroissiale de l'Isle sur Sorgue, Avignon 1877
- Julien Guigue, L'église de l'Isle sur Sorgue, Avignon 1944  (ISBN 978-2-06-713909-1)
- François Souchal, « L'église de L'Isle-sur-Sorgue : CXXIe session, Avignon et le Comtat-Venaissin », dans Jean Vallery-Radot, Guy Barruol, Fernand Benoit, Pierre Lavedan, François Souchal et al., Congrès archéologique de France, Paris, Société française d'archéologie, 1963, 507 p., p. 377-390 .
- Robert Amiet, Notre Dames des Anges. L'Isle sur Sorgue, Lescuyer, 1983 ; 19p.
- Dominique Fernandez, Ferrante Ferranti, Notre-Dame-des-Anges, collégiale de L'Isle-sur-la-Sorgue, Office de tourisme de L'Isle-sur-la-Sorgue, 2000 ; 34p.
- Alain Breton, François Guyonnet, « L'Isle-sur-la-Sorrgue, collégiale Notre-Dame-des-Anges », dans  Congrès archéologique de France. Monuments d'Avignon et du Comtat Venaissin. Empreinte et influence de la papauté (XIVe – XVIIIe siècle). 175e session. 2016, Société française d'archéologie, Paris, 2018, p. 293-309,   (ISBN 978-2-901837-76-3)